# Senčak, Sveti Tomaž
Senčak este o localitate din comuna Sveti Tomaž, Slovenia, cu o populație de 40 de locuitori.